# Club Atlético Boca Juniors 1989-1990
Questa voce raccoglie le informazioni riguardanti il Club Atlético Boca Juniors nelle competizioni ufficiali della stagione 1989-1990.

## Stagione
Dopo aver raggiunto il secondo posto nella stagione precedente, il Boca si classifica terzo in Primera División, registrando più pareggi di qualunque altra squadra del campionato (21). A livello internazionale si impone in entrambe le competizioni a cui prende parte, vincendo sia la Supercoppa Sudamericana che la Recopa.

## Maglie e sponsor
Lo sponsor tecnico per la stagione 1989-1990 è Adidas, mentre quello ufficiale è FIAT.
| Casa | Trasferta |

## Rosa
| N. |                      | Ruolo | Calciatore             |
| -- | -------------------- | ----- | ---------------------- |
|    | Argentina (bandiera) | P     | Carlos Navarro Montoya |
|    | Argentina (bandiera) | P     | Esteban Pogany         |
|    | Argentina (bandiera) | D     | Luis Abramovich        |
|    | Argentina (bandiera) | D     | José Cuciuffo          |
|    | Argentina (bandiera) | D     | Blas Giunta            |
|    | Argentina (bandiera) | D     | Víctor Marchesini      |
|    | Argentina (bandiera) | D     | Carlos Daniel Moya     |
|    | Argentina (bandiera) | D     | Hugo Musladine         |
|    | Argentina (bandiera) | D     | Juan Simón             |
|    | Argentina (bandiera) | D     | Ivar Stafuza           |
|    | Argentina (bandiera) | C     | Sergio Berti           |
|    | Argentina (bandiera) | C     | Fabián Carrizo         |
|    | Argentina (bandiera) | C     | Julio César Gaona      |

| N. |                      | Ruolo | Calciatore                 |
| -- | -------------------- | ----- | -------------------------- |
|    | Argentina (bandiera) | C     | Leonardo Itabel            |
|    | Argentina (bandiera) | C     | Diego Latorre              |
|    | Argentina (bandiera) | C     | Claudio Marangoni          |
|    | Argentina (bandiera) | C     | Walter Pico                |
|    | Argentina (bandiera) | C     | José Daniel Ponce          |
|    | Argentina (bandiera) | C     | Claudio Leonardo Rodríguez |
|    | Argentina (bandiera) | C     | Diego Soñora               |
|    | Argentina (bandiera) | C     | José Villarreal            |
|    | Argentina (bandiera) | A     | Alejandro Barberón         |
|    | Argentina (bandiera) | A     | Gabriel Batistuta          |
|    | Argentina (bandiera) | A     | Alfredo Graciani           |
|    | Argentina (bandiera) | A     | Humberto Gutiérrez         |
|    | Argentina (bandiera) | A     | Walter Perazzo             |

## Statistiche

### Statistiche di squadra
| Competizione     | Punti | Totale | Totale | Totale | Totale | Totale | Totale | DR  |
| Competizione     | Punti | G      | V      | N      | P      | Gf     | Gs     | DR  |
| ---------------- | ----- | ------ | ------ | ------ | ------ | ------ | ------ | --- |
| Primera División | 43    | 38     | 11     | 21     | 6      | 49     | 35     | +14 |
| Totale           | -     |        |        |        |        |        |        | -   |